# SP-500
SP-500 Pucesはジャック＝イヴ・クストーが利用した最大潜水深度が500mの小型の1人乗りの潜水艇。

## 概要
耐圧殻は直径1.03m、全長2mで推進装置は電気式ウォータージェット推進で推進も旋回も行う。ウォータージェットの推進効率は従来のスクリューよりも低いので活動範囲は少なくなるものの、従来のスクリューがからまったり破損する可能性のある海草や沈没船や珊瑚礁のある海域でも潜水して接近できる。
姉妹機のSP-350よりも小型化され、機動性に優れていたが水中滞在時間は短かった。3箇所に設けられた厚さ7.5cmのアクリル製の観測窓から外部の景色を見ることが出来る。1台の2自由度のマニピュレータを備える。電力は鉛蓄電池(125V 55amp/hr)から供給される。SP500は潜水時に浮力を打ち消す為にバラストを積んで沈降し、緊急時には投棄できる。